# Ezi Cut
Thomas Hinz bedre kendt under sit kunstnernavn Ezi Cut er en dansk producer og Dj. Ligeledes har han været radiovært på hiphop programmet Det Dur på P3 i 1990'erne. I 1996 rejste han til Los Angeles i USA for at beskæftige sig med hiphop. Han vendte hjem i 2003. Ezi Cut er blandt andet kendt for at have produceret rapsangen "Old School" for den nu afdøde amerikanske rapper Tupac Shakur samt at have produceret mange af Jokerens sange. Ved Danish DeeJay Awards i 2010 modtog Cut æresprisen: Kim Schumachers DeeJay-pris.

## Diskografi

### Produktion
- 1992: I Am What I Am – Young Blood
- 1995: Old School (medvirker på albummet Me Against the World) – 2Pac
- 1996: Dayz Go By (medvirker på albummet Hip Hop Til Folket) – Kuku Agami
- 1997: Vertigo (medvirker på albummet Something to Feel) – Juice
- 1997: Why Would I Cry (medvirker på albummet Something to Feel) – Juice
- 1997: Saturday Night / Pacific To Pacific – Outlandish
- 1998: Oremi – Angélique Kidjo
- 2003: Alpha Han – Jokeren
- 2003: Bread & Barrels of Water – Outlandish
- 2005: Gigolo Jesus – Jokeren
- 2005: JegvilgerneDuvilgerneViskalgerne – U$O
- 2008: Yessør – Jokeren
- 2008: Pump (Til Det Her) – THC
- 2009: Den tørstige digter – Jokeren
- 2014: En af os – Raske Penge